# Suncus remyi
Suncus remyi är en däggdjursart som beskrevs av Brosset, Dubost och Heim de Balsac 1965. Suncus remyi ingår i släktet Suncus och familjen näbbmöss. IUCN kategoriserar arten globalt som livskraftig. Inga underarter finns listade i Catalogue of Life.
Arten förekommer i sydöstra Kamerun, nordöstra Gabon, norra Kongo-Brazzaville och sydvästra Centralafrikanska republiken. Den lever där i fuktiga skogar i låglandet.
Denna näbbmus når en kroppslängd (huvud och bål) av 42 till 48 mm, en svanslängd av 17 till 21 mm och en vikt omkring 1,8 g. Den har cirka 7 mm låga bakfötter och ungefär 5 mm långa öron. Pälsen på ovansidan bildas av hår som är grå vid roten och rödbrun i mitten samt på spetsen. Undersidan är ljusare rödbrun. Arten har en mörkbrun svans som är täckt av korta hår nära bålen.
Tre upphittade honor var dräktiga med var sin unge.